# 佐々木正雄
佐々木 正雄（ささき まさお、1948年9月17日 - ）は、神奈川県横浜市出身の元アマチュア野球選手、監督である。ポジションは投手。

## 来歴・人物
横浜一商高等学校では、3年生の時にエースとして1966年の夏の甲子園に出場。1回戦で駒大苫小牧高に大勝し、2回戦では郡山高の植村秀明と投げ合い延長10回の熱戦を制する。準々決勝に進むが、松山商の西本明和に抑えられ敗退。高校卒業後に日本大学に進学し、3年生の時から山梨県の日大明誠高等学校の監督を務めた。
1984年から2018年までに横浜商科大学の監督を務め、神奈川大学野球リーグでは、1990年春季リーグで初優勝。監督在任中に春季4回、秋季2回のリーグ優勝を果たし、山崎憲晴、岩貞祐太、西宮悠介、渡辺佑樹らを育てた。
全日本大学野球連盟監督会会長や全日本大学野球連盟理事や神奈川大学野球連盟理事長なども歴任した。
2016年に夏の甲子園の神奈川大会の始球式に登板した。